# Setail
Setail is een bestuurslaag in het regentschap Banyuwangi van de provincie Oost-Java, Indonesië. Setail telt 14.391 inwoners (volkstelling 2010).